# Luigi Bosca
Luigi Bosca (Neive, 4 agosto 1945) è un allenatore di calcio ed ex calciatore italiano, di ruolo centrocampista, attuale allenatore dei Pulcini della Golfodianese.
Con le sue 273 presenze (264 delle quali in campionato) è il calciatore con il maggior numero di partite disputate con la maglia dell'Imperia.

## Caratteristiche tecniche
Arrivato all'Imperia dalla Juventus come mezzapunta, Luigi Bosca era capace di fornire tanti assist per gli attaccanti suoi compagni di squadra. Con il trascorrere della carriera si è trasformato in centrocampista puro.

## Carriera

### Giocatore
Ad inizio carriera con la Juventus ha vinto una Coppa Italia, senza mai esordire in campionato. Dopo una sola stagione viene ceduto all'Imperia, in Serie D; rimane con la squadra nerazzurra per sette stagioni consecutive, conquistando anche una promozione in Serie C nella stagione 1969-1970. Nell'estate del 1972, in seguito a una nuova retrocessione in Serie D dell'Imperia viene ceduto al Savona, con cui disputa due campionati consecutivi in Serie C, il secondo dei quali chiuso con il terzultimo posto in classifica e la retrocessione in Serie D. Passa quindi al Casale, con cui disputa un campionato in Serie C, per poi tornare per una stagione al Savona. Nel 1976 torna all'Imperia, con cui gioca un campionato in Serie D; dopo una stagione in cui è rimasto inattivo, nella stagione 1978-1979 ha giocato l'ultimo campionato professionistico della sua carriera, in Serie C2 con l'Imperia. Gioca in seguito due stagioni con la Dianese in Promozione Ligure e due stagioni in Serie D con l'Albenga.

### Allenatore
Terminata la carriera da calciatore, ha allenato per molti anni nel settore giovanile dell'Imperia; in seguito ha iniziato ad allenare i Pulcini della Golfodianese

### Osservatore
È stato osservatore per il settore giovanile della Juventus e ricopre tuttora il medesimo ruolo presso il Genoa Cricket and Football Club.

## Palmarès

### Club

#### Competizioni nazionali
- Coppa Italia: 1

Juventus: 1964-1965
- Serie D: 1

Imperia: 1969-1970